# Lekenik
Lekenik es un municipio de Croacia en el condado de Sisak-Moslavina.

## Geografía
Se encuentra a una altitud de 100 m s. n. m. a 38,5 km de la capital nacional, Zagreb.

## Demografía
En el censo 2011, el total de población del municipio fue de 6 043 habitantes, distribuidos en las siguientes localidades:
- Brežane Lekeničke - 301
- Brkiševina - 96
- Cerje Letovanićko - 72
- Donji Vukojevac - 498
- Dužica - 361
- Gornji Vukojevac - 70
- Lekenik - 1 898
- Letovanić - 468
- Palanjek Pokupski - 9
- Pešćenica - 887
- Petrovec - 336
- Pokupsko Vratečko - 22
- Poljana Lekenička - 279
- Stari Brod - 166
- Stari Farkašić - 86
- Šišinec - 73
- Vrh Letovanićki - 64
- Žažina - 356